# Александрос Георгиадис
Александрос Георгиадис (на гръцки: Αλέξανδρος Γεωργιάδης) е гръцки революционер, деец на гръцката въоръжена пропаганда в Македония.

## Биография
Александрос Георгиадис е роден в костурското влашко село Клисура, тогава в Османската империя, днес в Гърция. Оглавява прогръцка чета, действаща в района на Клисура. В 1902 година е принуден под натиска на българските чети на ВМОРО да се оттегли в Суровичево, където става член на местния гръцки комитет. Действа като куриер между гръцките центрове в Лехово и Клисура. В 1907 година става капитан на чета и действа заедно с Константин Попставрев (капитан Мавроматис) от Маврово. С Константин Попставрев и офицерите Димитриос Папавиерос, Евстатиос Тиафис и Григорис Фалиреас взима участие в битката при Шубраци – хълм на югоизток от Лехово. Гръцките чети са обкръжени от силна османска част между Шубраци и Върбища и след тежка битка се изплъзват като причиняват загуби на османците.
По-късно сътрудничи на Николаос Андрианакис като действат срещу българските екзархийски села в района, между които Вишени и Лесковец. Участва с четата си и с Петър Христов в убийството на Зенел бей от Невеска и в ликвидирането на бандата на Кара Али. Участва като доброволец в Балканската и Междусъюзническата война.

## Външни препракти
- Снимка на Георгиадис на най-горния ред, втори от ляво надясно[неработеща препратка]